# Arthur Godfrey Peuchen
O tenente-coronel Arthur Godfrey Peuchen (18 de abril de 1859 – 7 de dezembro de 1929) foi um empresário canadense e sobrevivente do naufrágio do RMS Titanic.

## A bordo doTitanic
Peuchen embarcou no Titanic em Southampton, em 10 de abril de 1912, como passageiro da primeira classe; sua 40ª viagem transatlântica. Relatos dizem que ele estava preocupado pelo Captão Smith estar no comando, pois considerava Smith era um comandante frágil e muito velho.
Na noite do desastre, Peuchen viu que o Bote 6, cujo comando ficou a cargo do quartel-mestre Robert Hichens e tinha entre outros a bordo, Molly Brown. Enquanto estava sendo baixado, súplicas das mulheres no bote por remadores extras obrigaram Lightoller a solicitar na multidão do convés por qualquer pessoa que tivesse experiência em vela. O Capitão Smith estava de pé próximo aos fatos e sugeriu que Peuchen descesse até o Convés de Passeio, onde poderia quebrar uma das janelas e entrar no Bote número 6. Lightoller respondeu, entretanto, que Peuchen poderia descer pelas cordas e entrar no bote se ele fosse um bom marinheiro como afirmava. Peuchen então pegou uma corda que balançava pela lateral do barco e desceu por ela até o Bote número 6. Ele era o único passageiro homem que Lightoller permitiu entrar nos botes naquela noite. Ele posteriormente afirmou que não percebeu que o Titanic estava condenado até que ele viu do bote o quão adernado estava o navio.
Como Peuchen era um oficial militar, ele passou por exame por permitir Hichens evitasse que os ocupantes do bote voltasse para resgatar os sobreviventes e por tolerar o abuso verbal que Hichens teria feito. Peuchen foi também criticado por exagerar sua própria atuação e não reconhecer o papel fundamental de  Molly Brown, liderando os ocupantes do bote salva-vidas em remar e levantando o moral daqueles a bordo. É possível que Peuchen, como iatista, que dar sua opinião, além daquela do oficial no comando do bote, poderia encorajar um motim.
Peuchen criticou publicamente o Capitão Smith e os tripulantes do Titanic, citando seus marinheiros como de baixa categoria; entretanto, seu testemunho oficial no Inquérito Americano sobre o desastre foi mais moderado, diferente do teor do relato em entrevistas nos dias posteriores após o resgate.
Em 1987, a carteira de Peuchen foi recuperada na área dos destroços do Titanic; bilhetes de bonde, um cheque turismo e seu cartão de visita foram achados dentro dela.

## Representações
- Robert Ayres em A Night to Remember  (1958)